# 1364 en santé et médecine
| Années de la santé et de la médecine : 1361 - 1362 - 1363 - 1364 - 1365 - 1366 - 1367    |
| Décennies de la santé et de la médecine : 1330 - 1340 - 1350 - 1360 - 1370 - 1380 - 1390 |

Cet article présente les faits marquants de l'année 1364 en santé et médecine.

## Événements
- 16 février[1] : acte de fondation, par Étienne Baujard, bourgeois de la ville, de l'hôtel-Dieu de Villeneuve-le-Roi en Bourgogne, établissement d'abord destiné à recevoir « uniquement les malades indigents de la ville intra-muros, ceux des faubourgs étant exclus », et qui est à l'origine de l'actuel hôpital Roland-Bonnion[2].
- 12 mai : le roi Casimir III de Pologne crée l'académie de Cracovie, institution à laquelle le pape Urbain V accordera le statut de studium generale en 1367, fondant ainsi l'université Jagellonne qui comprendra, dès le début, une faculté de médecine : le Collegium medicum.
- Juillet : le roi Charles V accorde aux écoles d'Angers le statut de studium generale, acte confirmé par le pape Urbain V en 1369 et qui peut être tenu pour fondateur de l'université d'Angers, institution réservée à l'origine à l'enseignement du droit et où celui de la médecine, probablement dispensé avant même le début du XVe siècle[3], ne sera érigé officiellement en faculté de médecine qu'en 1432-1433 par le pape Eugène IV[4].
- Fondation à Prague en Bohême de l'hôpital de la Vierge-Marie-sous-Vyšehrad par Jean Očko de Vlašim, alors évêque d'Olomouc[5].
- Fondation de l'hôpital Saint-Gratien de Caen en Normandie, « à destination des aveugles[6] ».
- Fondation de l'hôpital des pauvres du Pont de Beauvoisin en Savoie, à la frontière du Dauphiné[7].
- Fondation de l'hôpital d'Einville en Lorraine[8].

## Décès
- Vers 1364-1368 : Maynus de Maynis[9],[10] (né à une date inconnue), astrologue et médecin français, maître régent à la faculté de médecine de Paris, médecin des Visconti, auteur d'un « Régime de santé » (Regimen sanitatis Magnini Mediolanensis[11]) et d'un « Traité des eaux artificielles » (De aquis artificialibus[12]).

## Naissances
- Jacopo da Forlì (mort en 1414), médecin et philosophe italien, surtout connu pour son commentaire de l'Ars parva de Galien[13].
- Pietro da Tossignano (mort en 1401[14]), professeur de médecine à Padoue et Bologne, auteur de très nombreux ouvrages largement diffusés, parmi lesquels il faut noter un Traité de la peste, peut-être apocryphe, et un commentaire du Livre pour Mansour de Rhazès[15].